# Entre-deux-Eaux
Entre-deux-Eaux är en kommun i departementet Vosges i regionen Grand Est (tidigare regionen Lorraine) i nordöstra Frankrike. Kommunen ligger i kantonen Fraize som tillhör arrondissementet Saint-Dié-des-Vosges. År 2022 hade Entre-deux-Eaux 509 invånare.

## Befolkningsutveckling
Antalet invånare i kommunen Entre-deux-Eaux
| Referens: INSEE |